# Zhag’yab
Zhag’yab, Chagyab lub Chaya (tyb. བྲག་གཡབ་རྫོང་, Wylie: brag g-yab rdzong, ZWPY: Zhag’yab Zong; chiń. upr. 察雅县; pinyin Cháyǎ Xiàn) – powiat we północno-wschodniej części  Tybetańskiego Regionu Autonomicznego, w prefekturze Qamdo. W 1999 roku powiat liczył 51 730 mieszkańców.